# 黑體深巨口魚
黑體深巨口魚（学名：Bathophilus ater）为輻鰭魚綱巨口鱼目巨口鱼科的其中一種。分布于大西洋及太平洋南部海域，為深海魚類，體長可達15公分。

## 扩展阅读
維基物種上的相關：黑體深巨口魚